# Grimetons socken
Grimetons socken (uttalas 'gri'mmetånns) i Halland ingick i Himle härad, ingår sedan 1971 i Varbergs kommun och motsvarar från 2016 Grimetons distrikt.
Socknens areal är 38,12 kvadratkilometer, varav 35,84 land. År 2000 fanns här 720 invånare. Torstorps säteri och småorten Grimeton samt kyrkbyn Grimetons kyrkby med sockenkyrkan Grimetons kyrka ligger i socknen.

## Administrativ historik
Grimetons socken har medeltida ursprung.
Vid kommunreformen 1862 övergick socknens ansvar för de kyrkliga frågorna till Grimetons församling och för de borgerliga frågorna till Grimetons landskommun. Landskommunen inkorporerades 1952 i Himledalens landskommun som 1971 uppgick i Varbergs kommun. Församlingen uppgick 2002 i Himledalens församling.
1 januari 2016 inrättades distriktet Grimeton, med samma omfattning som församlingen hade 1999/2000.  
Socknen har tillhört fögderier och domsagor enligt Himle härad. De indelta båtsmännen tillhörde Norra Hallands första båtsmanskompani.

## Geografi och natur
Grimetons socken ligger öster om Varberg med Himleån i norrväst. Socknen är en mjukt kuperad odlingsbygd i väster och mer bergig skogsbygd i öster. Den östra delen av socknen är rik på insjöar. De största är Skärsjön som delas med Dagsås och Sibbarps socknar, Valasjön som delas med Sibbarps och Rolfstorps socknar samt Grimsjön.
Det finns fyra naturreservat i socknen: Näsnabben ingår i EU-nätverket Natura 2000 medan Toppbjär som delas med Sibbarps socken, Karlsvik och Skärbäck är kommunala naturreservat.
Sätesgårdar var Torstorps säteri och Runestens herrgård. Säteriet Torstorp ägdes en gång av godsägaren och riksdagsmannen Alfred Bexell (1831-1900), som i slutet av 1800-talet lät utföra de ristningar som kallas Bexells talande stenar. 
Den första golfbanan i Varbergs kommun invigdes i Torstorp på 1970-talet på initiativ av Varbergs badkamrer Allan Kanje.

## Historia
Från stenåldern finns ett 25-tal boplatser och flera lösfynd. Från bronsåldern och äldre järnåldern finns högar, gravrösen och stensättningar. Broåsens gravfält från järnåldern är omskriven. Känd från socknen är Grimulf, en av de sex män som fick i uppgift av den danska kungen att lägga ut gränsen mot Sverige på 1000-talet.

## Namnet
Namnet (cirka 1300 Grimetunä) kommer från kyrkbyn. Namnets betydelse är omtvistad och det finns olika förslag på innebörd. Förleden Grima betyder mörk eller grym och kan syfta antingen på Mjöavadabäcken nära kyrkbyn Grimeton eller på sjön i närheten - Grimsjön, med betydelsen Mörk sjö. En annan berättelse gör gällande att en dansk man, Grimulf, bodde här på 1000-talet och har så fått namnge platsen. Hans namn ska ha syftat på att han mördat sin fru och sina barn, men några sådana belägg finns dock inte. Efterleden är tun, 'inhägnat område, gårdsplats, befäst plats' och kan syfta på Grimulfs gård eller helt enkelt på att det fanns en gård i närheten av Grimsjön (eller någon annan plats i närheten, med samma förled).
Namnet uttalas 'gri'mmetånn.

## Befolkningsutveckling
| Befolkningsutvecklingen i Grimetons socken 1750–1990                                                    | Befolkningsutvecklingen i Grimetons socken 1750–1990 | Befolkningsutvecklingen i Grimetons socken 1750–1990 | Befolkningsutvecklingen i Grimetons socken 1750–1990 | Befolkningsutvecklingen i Grimetons socken 1750–1990 |
| --- | ---------------------------------------------------- | ---------------------------------------------------- | ---------------------------------------------------- | ---------------------------------------------------- |
| |                                                      |                                                      |                                                      |                                                      |
| År |                                                      |                                                      | Folkmängd                                            |                                                      |
| 1750 | 1750                                                 |                                                      | 508                                                  |                                                      |
| 1760 | 1760                                                 |                                                      | 525                                                  |                                                      |
| 1769 | 1769                                                 |                                                      | 545                                                  |                                                      |
| 1780 | 1780                                                 |                                                      | 546                                                  |                                                      |
| 1800 | 1800                                                 |                                                      | 525                                                  |                                                      |
| 1810 | 1810                                                 |                                                      | 562                                                  |                                                      |
| 1820 | 1820                                                 |                                                      | 588                                                  |                                                      |
| 1830 | 1830                                                 |                                                      | 707                                                  |                                                      |
| 1840 | 1840                                                 |                                                      | 706                                                  |                                                      |
| 1850 | 1850                                                 |                                                      | 706                                                  |                                                      |
| 1860 | 1860                                                 |                                                      | 794                                                  |                                                      |
| 1870 | 1870                                                 |                                                      | 848                                                  |                                                      |
| 1880 | 1880                                                 |                                                      | 838                                                  |                                                      |
| 1890 | 1890                                                 |                                                      | 846                                                  |                                                      |
| 1900 | 1900                                                 |                                                      | 922                                                  |                                                      |
| 1910 | 1910                                                 |                                                      | 896                                                  |                                                      |
| 1920 | 1920                                                 |                                                      | 956                                                  |                                                      |
| 1930 | 1930                                                 |                                                      | 954                                                  |                                                      |
| 1940 | 1940                                                 |                                                      | 839                                                  |                                                      |
| 1950 | 1950                                                 |                                                      | 759                                                  |                                                      |
| 1960 | 1960                                                 |                                                      | 681                                                  |                                                      |
| 1970 | 1970                                                 |                                                      | 590                                                  |                                                      |
| 1980 | 1980                                                 |                                                      | 617                                                  |                                                      |
| 1990 | 1990                                                 |                                                      | 726                                                  |                                                      |
| Anm: Källor: Umeå universitet - Tabellverket 1749-1859, Demografiska databasen, CEDAR, Umeå universitet |                                                      |                                                      |                                                      |                                                      |